# فلايت أوف ذا كونكورد
فلايت أوف ذا كونكورد Flight of the Conchords الدويتو الكوميدي النيوزيلندي من تأليف بريت ماكنزي جيامين كليمنت. معلنين عن نفسهم «كالدويتو الكوميدى القائم على الإيتار، الراب، الفانك، البونجو الرابع من حيث الشعبية بنيوزيلندا» ، ومستخدمين مزيجا من الملاحظات البارعة، والأكوستيك غيتار . الدويتو الكوميدي والموسيقى أصبح أساس لمسلسل باذاعة البي بي سي والتلفزيوني الأمريكي، والذي ظهر لأول مرة في عام 2007 ، الذي كان يُدعى فلايت أوف ذا كونكورد.

## وصلات خارجية
- فلايت أوف ذا كونكورد على موقع IMDb (الإنجليزية)
- فلايت أوف ذا كونكورد على موقع ميوزك برينز (الإنجليزية)
- فلايت أوف ذا كونكورد على موقع أول ميوزيك (الإنجليزية)
- فلايت أوف ذا كونكورد على موقع ديسكوغز (الإنجليزية)

1. ↑  "معلومات عن فلايت أوف ذا كونكورد على موقع musicbrainz.org". musicbrainz.org. مؤرشف من الأصل في 2020-07-29.
2. ↑  "معلومات عن فلايت أوف ذا كونكورد على موقع flightoftheconchords.bandcamp.com". flightoftheconchords.bandcamp.com. مؤرشف من الأصل في 2020-07-21.
3. ↑  "معلومات عن فلايت أوف ذا كونكورد على موقع allocine.fr". allocine.fr. مؤرشف من الأصل في 2016-12-29.